# Macellicephala atlantica
Macellicephala atlantica är en ringmaskart som beskrevs av Carl Støp-Bowitz 1948. Macellicephala atlantica ingår i släktet Macellicephala och familjen Polynoidae. Inga underarter finns listade i Catalogue of Life.